# Монте Осолано (Вербано-Кузио-Осола)
Монте Осолано је насеље у Италији у округу Вербано-Кузио-Осола, региону Пијемонт.
Према процени из 2011. године у насељу је живело 89 становника. Насеље се налази на надморској висини од 776 m.